# هكتور ماكليود
هكتور ماكليود هو سياسي كندي، ولد في 30 يونيو 1944.